# HMS Gåssten (M31)
HMS Gåsten (M31) var en  minsvepare i svenska flottan av typ fiskeminsvepare byggd i trä, avsedd att utbilda besättningar för mobilisering till tjänstgöring ombord på trålare modifierade för minsvepning. I serien ingick systerfartyget HMS Norsten. HMS Gåssten är idag avyttrad med trolig hemmahamn norra Norge. Ligger idag som bobåt/fritidsbåt i Bodø i nordland kommune Nord Norge.
HMS Gåsstens hemma hamn är i Ålesund i Norge,tillhör Fjord ADventures som tillhandahåller Ski and Sailresor i Sunnmöre Alperna med live aboard.
Fartyget har totalrenoverats med man har sparat mässen mm. 
Fartygets hemsida